# Crissi Cochrane
Crissi Cochrane es una cantautora pop canadiense residente en Windsor, Ontario.

## Carrera
Cochrane nació y creció en el Valle de Annapolis de la provincia de Nueva Escocia. Lanzó sus primeras grabaciones cuando era estudiante de secundaria con el nombre de «Save September». Luego de graduarse, Cochrane se mudó a Halifax, donde se radicó durante tres años antes de irse a Windsor, Ontario, en 2010.

### 2009-2012: La erafolk
Mientras vivía en Halifax, Cochrane estudió Gestión Musical en el Nova Scotia Community College de Dartmouth y empezó a actuar con su nombre de pila en 2009. Además de su trabajo como solista, formó parte de la banda de rock indie Gamma Gamma Rays entre 2008 y 2010 y fue vocalista invitada en el EP We're All Dying To Live de Rich Aucoin (Sonic Records, 2011). En el acto de lanzamiento del EP en Halifax, Cochrane interpretó a dúo con Rich la canción «Undead Pt. 1: Estrangement». Pocas semanas antes de mudarse en tren a la provincia de Ontario, en agosto de 2010, Cochrane lanzó Darling, Darling, un álbum de larga duración grabado en los SOMA Electronic Music Studios de Chicago, Illinois. El álbum incluye participaciones de Mike Kinsella (Owen y American Football) en percusión y guitarra. El mismo mes, Gamma Gamma Rays lanzó el LP Beeps, grabado en Echo Chamber en Halifax; la banda se desintegraría tras la salida de Cochrane.
A finales de 2011 saldría el EP Pretty Alright, que alcanzaría la quinta posición en la cartelera nacional folk de la Asociación Nacional de Radio Universitaria y Comunitaria de Canadá y el lugar 153 del Top 200 de Canadá para el mes de diciembre de 2011.

### 2014 a la fecha: primeros éxitos conLittle SwayyHeirloom
Luego de tres años en la región de Windsor/Detroit, Cochrane lanzó Little Sway, su segundo larga duración, en enero de 2014. El álbum tiene influencias de géneros como el jazz, el soul, la bossa nova, Motown y el R&B. El álbum alcanzaría el puesto 30 del Top 50 nacional en febrero de 2014 en la radio universitaria y comunitaria canadiense. Cochrane también quedaría entre los 10 primeros puestos a nivel nacional del concurso Searchlight de la CBC, en el que se promueven nuevos artistas canadienses, formando parte, en representación de la región de Windsor, de los cinco artistas elegidos por votación pública, con su canción «And Still We Move», primer sencillo de Little Sway.
«A Damn Shame», otro tema de Little Sway, salió en "Is the Better Part Over?", el 21.º episodio de la tercera temporada de la serie Nashville de la cadena estadounidense ABC en 2015. En 2016, su canción «Pretty Words» se hizo viral en la plataforma Spotify, donde ha tenido 12 millones de reproducciones, la mayor parte de ellas en países hispanoparlantes como México, España y Chile. Little Sway, con «Sleep in the Wild» como sencillo principal, fue lanzado en Italia en 2018.
Cochrane lanzó «Hungry Love», el primer sencillo de su álbum Heirloom, el 7 de enero de 2020. El álbum vería la luz el 29 de febrero de 2020.
Posteriormente, Cochrane lanzaría dos sencillos: «Can We Go Back», el 14 de agosto de 2020, y "Why", el 23 de septiembre de 2021, cuyo video musical, financiado mediante la modalidad de micromecenazgo, fue animado por Delaney Beaudoin, estudiante del Sheridan College.

## Discografía

### Álbumes
| Año  | Título           | Artista          | Formato | Sello                 | Función                                     |
| ---- | ---------------- | ---------------- | ------- | --------------------- | ------------------------------------------- |
| 2010 | Darling, Darling | Crissi Cochrane  | CD      | Independiente         | Compositora, guitarra, voz, flauta          |
| 2010 | Beeps            | Gamma Gamma Rays | CD/LP   | Hot Money Records     | Mandolina, voz, flauta                      |
| 2014 | Little Sway      | Crissi Cochrane  | CD      | Independiente         | Compositora, guitarra, voz, ukelele, flauta |
| 2020 | Heirloom         | Crissi Cochrane  | CD/LP   | Soul City Music Co-op | Compositora, guitarras rítmicas, voz        |

### Sencillos y EP
| Año    | Título              | Artista         | Formato  | Sello                         | Función                               |
| ------ | ------------------- | --------------- | -------- | ----------------------------- | ------------------------------------- |
| 2006   | The Bathroom EP     | Save September  | EP       | Tumbleweed Entertainment      | Compositora, guitarra, voz            |
| 2011   | Pretty Alright      | Crissi Cochrane | EP       | Independiente                 | Compositora, guitarra, voz            |
| 2015   | «Sweet and Fine»    | Crissi Cochrane | Solo     | Independiente                 | Compositora, guitarra, voz            |
| 2016   | Santa Baby          | Crissi Cochrane | EP       | Independiente                 | Voz, guitarra, ingeniería, producción |
| 2018 b | «Sleep in the Wild» | Crissi Cochrane | Sencillo | Radiocoop (versión italiana)b | Compositora, guitarra, voz            |
| 2020   | «Hungry Love»       | Crissi Cochrane | Sencillo | Soul City Music Co-op         | Compositora, voz                      |
| 2020   | «Can We Go Back»    | Crissi Cochrane | Sencillo | Soul City Music Co-op         | Compositora, voz                      |
| 2021   | «Why»               | Crissi Cochrane | Sencillo | Soul City Music Co-op         | Compositora, voz                      |

### Colaboraciones
| Año  | Título                  | Artista             | Formato  | Sello                 | Función                      |
| ---- | ----------------------- | ------------------- | -------- | --------------------- | ---------------------------- |
| 2011 | We're All Dying to Live | Rich Aucoin         | CD       | Sonic Records         | Voz en «Dying to Live»       |
| 2016 | i87                     | ZEO                 | Mixtape  | Independiente         | Voz en «Back N Forth»        |
| 2017 | Phonomontage            | Sarkastodon         | EP       | Independiente         | Voz en «Aalis»               |
| 2017 | «Little Love»           | Benji Beach         | Sencillo | Independiente         | Voz en «Little Love»         |
| 2017 | «Cheap String Lights»   | Brendan Scott Friel | Sencillo | Independiente         | Voz en «Cheap String Lights» |
| 2021 | Headspace               | Soul Brother Mike   | Álbum    | Soul City Music Co-op | Voz en «This Love»           |